# جون هارتي
جون هارتي (بالإنجليزية: John Harty)‏ هو لاعب كرة قدم أمريكية أمريكي، ولد في 17 ديسمبر 1958 في سيوكس سيتي في الولايات المتحدة.

## وصلات خارجية
- جون هارتي على موقع مرجع كرة القدم المحترفة.كوم (الإنجليزية)